# Boxe aux Jeux olympiques d'été de 1984
Navigation
Moscou 1980 Séoul 1988
Aux Jeux olympiques d'été de 1984, douze épreuves de boxe anglaise se sont disputées du 29 juillet au 11 août 1984 à Los Angeles, États-Unis. 
La catégorie super-lourds (+91 kg) fait pour la première fois son apparition au programme. Cette édition a également été marquée par l'absence des pays de l'ex bloc soviétique.

## Résultats

### Podiums

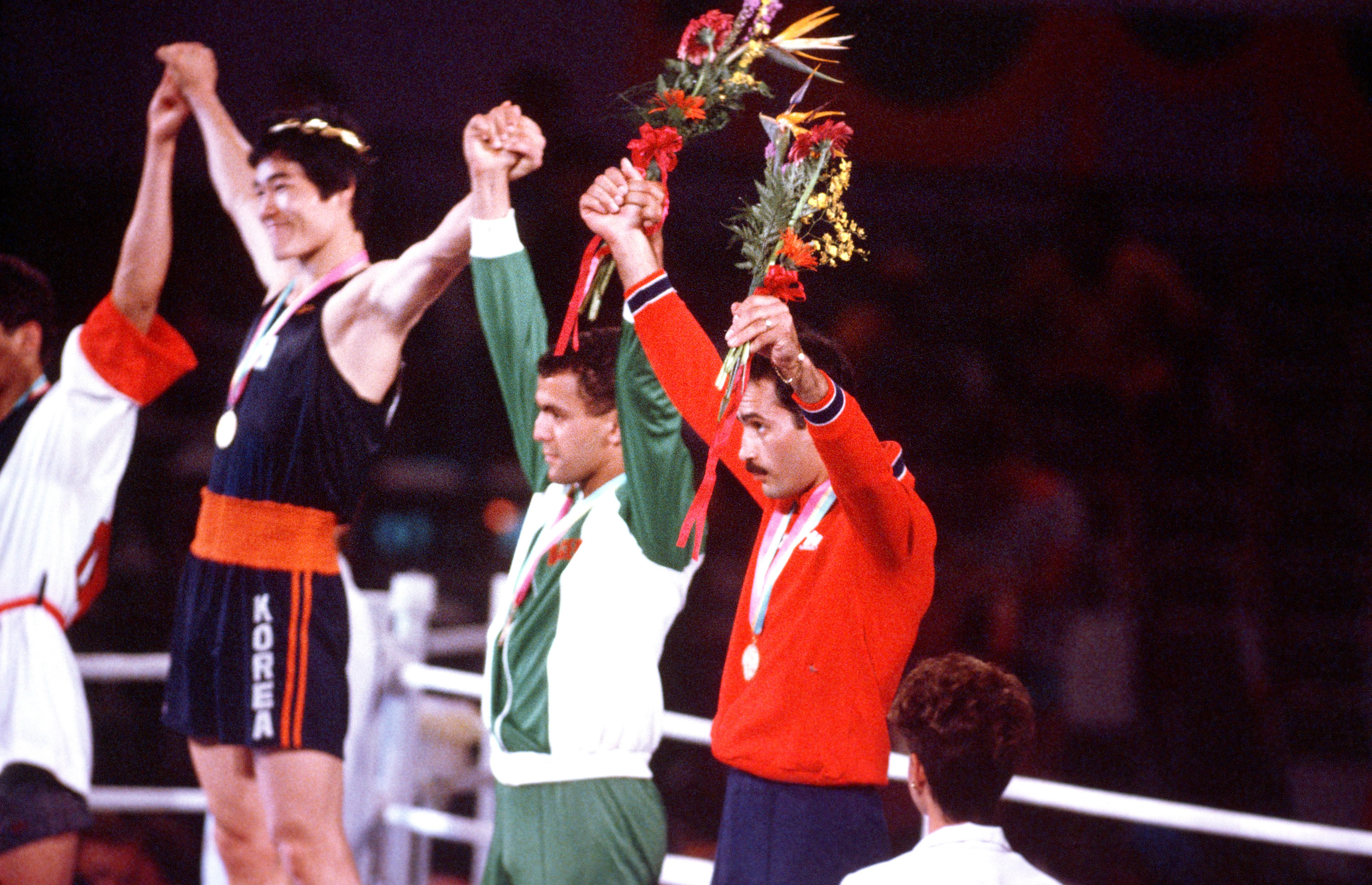
Podium des poids moyens. De droite à gauche : Aristides González, Mohamed Zaoui, Shin Joon-sup et Virgil Hill.

| Catégories                    | Or               | Argent             | Bronze                              |
| Poids mi-mouches (-48 kg)     | Paul Gonzales    | Salvatore Todisco  | Marcelino Bolivar Keith Mwila       |
| Poids mouches (-51 kg)        | Steve McCrory    | Redžep Redžepovski | Eyup Can Ibrahim Bilali             |
| Poids coqs (-54 kg)           | Maurizio Stecca  | Héctor López       | Dale Walters Pedro Nolasco          |
| Poids plumes (-57 kg)         | Meldrick Taylor  | Peter Konyegwachie | Omar Catarí Turgut Aykaç            |
| Poids légers (-60 kg)         | Pernell Whitaker | Luis Ortiz         | Chun Chil-sung Martin Ndongo-Ebanga |
| Poids super-légers (-63,5 kg) | Jerry Page       | Dhawee Umponmaha   | Mircea Fulger Mirko Puzovic         |
| Poids welters (-67 kg)        | Mark Breland     | An Young-su        | Joni Nyman Luciano Bruno            |
| Poids super-welters (-71 kg)  | Frank Tate       | Shawn O'Sullivan   | Christophe Tiozzo Manfred Zielonka  |
| Poids moyens (-75 kg)         | Shin Joon-sup    | Virgil Hill        | Aristides González Mohamed Zaoui    |
| Poids mi-lourds (-81 kg)      | Anton Josipovic  | Kevin Barry        | Evander Holyfield Mustapha Moussa   |
| Poids lourds (-91 kg)         | Henry Tillman    | Willie DeWit       | Angelo Musone Arnold Vanderlyde     |
| Poids super-lourds (+91 kg)   | Tyrell Biggs     | Francesco Damiani  | Aziz Salihu Robert Wells            |

### Tableau des médailles
Un classement des médailles largement dominé par les boxeurs américains qui remportent onze médailles dont neuf en or. 
| Place | Pays                   | Médaille d'or, Jeux olympiques | Médaille d'argent, Jeux olympiques | Médaille de bronze, Jeux olympiques | Total |
| ----- | ---------------------- | ------------------------------ | ---------------------------------- | ----------------------------------- | ----- |
| 1     | États-Unis             | 9                              | 1                                  | 1                                   | 11    |
| 2     | Italie                 | 1                              | 2                                  | 2                                   | 5     |
| 3     | Yougoslavie            | 1                              | 1                                  | 2                                   | 4     |
| 4     | Corée du Sud           | 1                              | 1                                  | 1                                   | 3     |
| 5     | Canada                 | 0                              | 2                                  | 1                                   | 3     |
| 6     | Porto Rico             | 0                              | 1                                  | 1                                   | 2     |
| 7     | Mexique                | 0                              | 1                                  | 0                                   | 1     |
| -     | Nigeria                | 0                              | 1                                  | 0                                   | 1     |
| -     | Thaïlande              | 0                              | 1                                  | 0                                   | 1     |
| -     | Nouvelle-Zélande       | 0                              | 1                                  | 0                                   | 1     |
| 11    | Venezuela              | 0                              | 0                                  | 2                                   | 2     |
| -     | Turquie                | 0                              | 0                                  | 2                                   | 2     |
| -     | Algérie                | 0                              | 0                                  | 2                                   | 2     |
| 14    | Kenya                  | 0                              | 0                                  | 1                                   | 1     |
| -     | République dominicaine | 0                              | 0                                  | 1                                   | 1     |
| -     | Zambie                 | 0                              | 0                                  | 1                                   | 1     |
| -     | Roumanie               | 0                              | 0                                  | 1                                   | 1     |
| -     | Cameroun               | 0                              | 0                                  | 1                                   | 1     |
| -     | Finlande               | 0                              | 0                                  | 1                                   | 1     |
| -     | France                 | 0                              | 0                                  | 1                                   | 1     |
| -     | Allemagne de l'Ouest   | 0                              | 0                                  | 1                                   | 1     |
| -     | Pays-Bas               | 0                              | 0                                  | 1                                   | 1     |
| -     | Royaume-Uni            | 0                              | 0                                  | 1                                   | 1     |
| Total | 23 pays médaillés      | 12                             | 12                                 | 24                                  | 48    |